# 11592 Clintkelly
11592 Clintkelly eller 1995 FA7 är en asteroid i huvudbältet som upptäcktes den 23 mars 1995 av Spacewatch vid Kitt Peak-observatoriet. Den är uppkallad efter Clint Kelly.